# Matthäus Stegmayer
Matthäus Stegmayer, auch Matthias Stegmayer (* 29. April 1771 in Wien; † 10. Mai 1820 in Wien-Wieden; das Todesjahr wird auch abweichend mit 1810 angegeben) war ein österreichischer Komponist, Musiker, Musikverleger, Librettist und Schauspieler.

## Leben und Werk
Matthäus Stegmayer war der Sohn eines Schneidermeisters und Bürgers von Wien und der Vater von Karl Stegmayer, dem Verfasser einiger montanistischer Fachwerke aber auch von Bühnenstücken, sowie des Dirigenten, Chormeisters des Wiener Männergesang-Vereins und Gründers der Wiener Singakademie Ferdinand Stegmayer, und des Wilhelm Stegmayer (* 1805), in seiner Jugend Kinder-Schauspieler, dessen Spur sich jedoch später als Oberleutnant im k.k. Österreichischen Infanterie-Regiment „Herzog von Wellington“ Nr. 42 verlor.
Matthäus Stegmayer war bei den Hofsängerknaben (Hofcapell-Singknaben) in der Dominikanerkirche und besuchte von 1783 bis 1789 das Akademische Gymnasium, trat jedoch, seiner Neigung folgend, in die Schauspielergesellschaft von Johann Christian Kunz und 1790 in die Truppe von Christof Ludwig Seipp in Preßburg ein, mit denen er die österreichische Provinz bereiste. Bei Seipp begann er ab 1792 Bühnenmusik zu komponieren, als erstes Werk die Musik zu August von Kotzebues Singspiel Der Eremit von Formentara. Im gleichen Jahr wurde er an das Theater in der Josefstadt als jugendlicher Liebhaber engagiert. Ab 1796 war er in Emanuel Schikaneders Freihaustheater als Komponist, komischer Darsteller und Bühnenschriftsteller tätig. Seit dem Jahre 1801 arbeitete er außerdem auch noch für das k.k. Hoftheater nächst der Burg, das Theater an der Wien und das Kärntnertortheater.
Ab 1804 stand er im Kontakt mit dem Nationaltheater Mannheim, das einige seiner Werke aufführte. 1807 nahm er Verbindung mit dem Weimarer Hoftheater und Johann Wolfgang von Goethe auf und von 1816 bis 1820 leitete er den Wiener Hoftheater-Musikverlag. Stegmayers bekanntestes Werk ist das Quodlibet Rochus Pumpernickel (Musik von Ignaz von Seyfried, Uraufführung 1809 im Theater an der Wien). Sein Stück Till Eulenspiegel (Uraufführung 1808 ebendort) war die Vorlage für Johann Nestroys Posse Eulenspiegel oder Schabernack über Schabernack (1835).
Matthäus Stegmayer schrieb und komponierte an die hundert Lustspiele, Possen, Singspiele, Operetten, zwei Messen, einige Motetten, weltliche und geistliche Musikstücke. Seine Libretti wurde unter anderem von Conradin Kreutzer, Johann Georg Lickl, Ignaz von Seyfried, Franz Xaver Süßmayr und Gottlob Benedict Bierey vertont.
Unter dem Namen Meyer auf der Stiege soll Stegmayer Mitglied der von Ignaz Franz Castelli gegründeten literarischen Gesellschaft Ludlamshöhle gewesen sein.

## Straßenname in Wien
Die Stegmayergasse in Wien-Altmannsdorf ist nach dieser Künstlerfamilie benannt.